# Tschierv
Tschierv (oficialmente Cierfs hasta 1943) era una comuna suiza del cantón de los Grisones. El 1 de enero de 2009 se fusionó con las antiguas comunas de Fuldera, Lü, Müstair, Santa Maria Val Müstair y Valchava, constituyendo así la nueva comuna de Val Müstair.